# Східна вулиця (Житомир)
Східна ву́лиця — одна з загальноміських магістралей міста Житомира. 

## Характеристики

### Розташування
Починається від вулиці Корольова та закінчується на перехресті з вулицею Народицькою. Проходить через майдан Згоди. 
Розташована в обох адміністративних районах міста: починається в Корольовському та завершується в Богунському. Пролягає в місцевостях: на Путятинці (зокрема у розташованих на її теренах Старому місті та на Кашперівці), у привокзальній (зокрема, на Гейнчівці) та північній частинах міста. 
Має перехрестя з вулицями Шевченка, Героїв Крут, Бориса Тена, Гоголівською, Київською, Михайла Грушевського, Монтана, Олени Пчілки, Домбровського, Академіка Дашкевича та Болгарською, провулками Льотчика Крутеня та Панаса Саксаганського. Від Східної вулиці беруть початок провулки: 1-й Гоголівський, 1-й та 2-й Мисливські, Попова, Котельникова. Перехрестям з вулицею Східною завершуються провулки: Східний, Новий, Івана Садовського, Художника Канцерова. 
Довжина 2,8 км. 

### Забудова
Здебільшого забудована одно-, двоповерховими житловими будинками садибного типу. Між вулицями Гоголівською та Михайла Грушевського — багатоповерхова житлова забудова, представлена п'яти — дев'ятиповерховими будинками та громадська.

#### Будівлі
- № 65 — ЗОШ № 20 (закладена 1961 року);
- № 86 — державна пожежно-рятувальна частина № 1.

## Історія

### Історія назви
Історична назва — Східна, вживалася з другої половини ХІХ століття. Свою назву отримала за напрямком. У 1967 році перейменована на Михайловоградську вулицю, в 1995 році повернуто історичну назву. 

### Історія формування вулиці
Вулиця формувалася відповідно до генеральних планів міста середини ХІХ століття, згідно з якими вулиця передбачалася крізь вільні від забудови земельні угіддя, серед яких хутори Кашперовського, Перша Хінчанка. Планувалася як крайня східна вулиця паралельно східній межі міста. Станом на середину ХІХ століття тоді ще проєктну вулицю Східну перетинали численні польові шляхи з тодішніх околиць міста у східному напрямку, серед яких: дорога до Левкова (нині вулиця Корольова), польова дорога у напрямку Другої Хінчанки (нині провулок Льотчика Крутеня), дорога до хутора Кашперовського (нині провулок Панаса Саксаганського), Старогончарна вулиця.  
Вулиця та її забудова почали формуватися наприкінці XIX ст. До кінця ХІХ століття сформувалася ділянка між сучасними вулицею Корольова та провулком Льотчика Крутеня.
Сучасна забудова сформувалась у XX ст., коли поступово з’єднувались частини: у 1958 році прорізана між вул. Київською та Домбровського; у 1960 році — між вулицею Бориса Тена й провулком Льотчика Крутеня; в 1966 — між вулицями Бориса Тена та Гоголівською, наприкінці 1960-х прорізана між Гоголівською та Київською, Домбровського та Ватутіна (зараз проспект Незалежності); у 1972 році — на відрізку від вулиці Ватутіна до запроєктованої тоді Народицької вулиці.
З 1961 року Східною вулицею курсує трамвай; з 1982 року — тролейбус. 